# Valgrana
Valgrana är en ort och kommun i provinsen Cuneo i regionen Piemonte i Italien. Kommunen hade 777 invånare (2018).